# 彼得·塞勒斯
理查德·亨利·謝勒，CBE（Richard Henry Sellers，1925年9月8日—1980年7月24日），為人熟知的是他藝名彼得·塞勒斯（Peter Sellers），是位演技極為精湛的得獎影星、喜劇演員，自1950年代至1980年此30年演出電影幾乎部部叫好又叫座，最著名代表作是嘲諷冷戰年代核戰氛圍的黑色喜劇電影（他一人分飾戲中三角）《奇愛博士》，與鬧劇笑片經典《粉紅豹》裡扮傻癲偵探、口齒不清的法語腔英文「克魯梭」探長（豎領風衣拿支放大鏡、兩撇八字鬍搞笑形象），與演出虛構角色、19世紀華裔美國留辮子吊眼睛、捲曲長指甲偵探《傅滿洲》，每次演出白人笑聲不斷但是唐人街華人抗議聲也不斷；名利雙收之餘，與當時英美影壇幾位女影星八卦新聞緋聞不斷。

## 出演電影
- 1962年《洛丽塔》 （Lolita）
  - 提名金球獎最佳電影男配角
- 1963年《粉紅豹》
- 1964年《奇愛博士》 （Dr. Strangelove or: How I Learned to Stop Worrying and Love the Bomb）
  - 提名奧斯卡最佳男主角
- 1967年《皇家夜總會》
- 1979年《無為而治》 （Being There）
  - 金球獎最佳音樂及喜劇類電影男主角
  - 提名奧斯卡最佳男主角
- 1982年《粉紅豹之探長的詛咒》

## 相關聯結
- Peter Sellers在互联网电影资料库（IMDb）上的資料（英文）
- TCM电影资料库上Peter Sellers的资料（英文）